# 海上保安協会
公益財団法人海上保安協会（かいじょうほあんきょうかい）は、海上における防犯、安全の確保及び環境保全事業、普及事業などを実施している公益法人。元海上保安庁所管。

## 概要
- 設立：1949年8月24日
- 所在：東京都中央区湊3-3-2 前田セントラルビル5階
- 会長：石川裕己

## 組織
- 中央本部

### 分室
- 呉分室
- 舞鶴分室

### 地方本部・地方支部
- 北海道地方本部（小樽市）
  - 地方支部15カ所
- 東北地方本部（塩竈市）
  - 地方支部9カ所
- 関東地方本部（横浜市）
  - 地方支部13カ所
- 東海地方本部（名古屋市）
  - 地方支部6カ所
- 神戸地方本部（神戸市）
  - 地方支部13カ所
- 広島地方本部（広島市）
  - 地方支部14カ所
- 門司地方本部（北九州市）
  - 地方支部16カ所
- 舞鶴地方本部（舞鶴市）
  - 地方支部6カ所
- 南九州地方本部（鹿児島市）
  - 地方支部9カ所
- 那覇地方本部（那覇市）
  - 地方支部2カ所

## 事業
- 海上保安業務の推進
  - 海守[1]の事務局業務